# UGC 4457
UGC 4457 (другое обозначение — PGC 23935) — спиральная галактика с перемычкой, содержащая активное ядро в созвездии Рак.
Она находится в 500 миллионах световых лет от Солнечной системы и имеет диаметр 290 000 световых лет. Это делает её немного более массивной по сравнению с Млечным Путём. Галактика движется со скоростью 11 162 километра в секунду.
В соответствии с классификацией Атласа пекулярных галактик относится к категории спиральных галактик с малыми яркими спутниками.
UGC 4457 взаимодействует с галактикой PGC 23937. Вместе они образуют Arp 58 и относятся к спиральным галактикам с малыми яркими спутниками. Кроме того, эта взаимодействующая пара галактик также является системой типа M51.
UGC 4457 демонстрирует нарушенные спиральные рукава, указывающие на признаки нарушения скорости и области рассеянного ионизированного газа, что обычно характерно для взаимодействующих галактик. В дополнение к этому, можно заметить слабый спиральный мост, который, вероятно, является остатками более старой формы спиральных волн.